# Dos Hermanas (stacja kolejowa)
Dos Hermanas – stacja kolejowa w Dos Hermanas, w Andaluzji, w Hiszpanii. Stacja znajduje się na linii C-1 Cercanías Sevilla, w sercu miasta. Oprócz lokalnych pociągów zatrzymują się tutaj pociągi Regional Exprés linii A-1 i R-598 od A-3 Media Distancia Renfe. Służy jako łącznik między tymi dwiema liniami do podróżowania pomiędzy Kadyksem, Granadą, Almeríą i Malagą.